# Калининское сельское поселение (Цимлянский район)
Калининское сельское поселение — муниципальное образование в Цимлянском районе Ростовской области.
Административный центр поселения — станица Калининская.

## История
Согласно легенде, в середине XVII века переселенец казак по имени Челба основал на берегу реки Цимлянки хутор, который впоследствии был назван в честь казака-основателя. 
За 300 лет своего существования (т.е. до середины XX века) хутор Челбин значительно разросся и располагался вдоль берега реки Цимлянки на протяжении двух с половиной километров. 
В первые дни Великой Отечественной войны, в июне 1941 года, основная часть казаков хутора Челбин были мобилизованы в ряды Красной Армии. После окончания войны вернулись домой лишь немногие из них. Район был оккупирован немецкими войсками с июля 1942 года по январь 1943 года. 
После окончания войны, уже во второй половине 40-х годов XX века руководством СССР было принято решение о постройке Волгодонского судоходного канала и Цимлянского водохранилища. Территории многих хуторов по плану должны были быть затоплены, в том числе и хутор Челбин. Поэтому в 1949 году его жителей начали переселять. Основная часть челбинцев, а также жители хуторов Кондауров и Зацимловский были переселены на территорию нынешней станицы Калининской. 
В июле 1950 года жители были окончательно переселены. В Калининской был образован исполнительный комитет Калининского сельского поселения депутатов трудящихся. 
В мае 1964 года в Калининский совет вошла станица Терновская, которая раньше входила в состав Хорошевского совета. С 1979 года Калининский сельский совет был переименован в Калининский совет народных депутатов.
Калининское сельское поселение как муниципальное образование в современном виде существует с января 1992 года.

## Административное устройство
В состав Калининского сельского поселения входят:
- станица Калининская (1100 жителей);
- хутор Антонов (900 жителей);
- хутор Карнауховский (250 жителей);
- станица Терновская (520 жителей).

## Население
| 2010  | 2012  | 2013  | 2014  | 2015  | 2016  | 2017  |
| ----- | ----- | ----- | ----- | ----- | ----- | ----- |
| 2345  | ↗2349 | ↘2346 | ↘2310 | ↘2265 | ↘2257 | ↗2260 |
| 2018  | 2019  | 2020  | 2021  |       |       |       |
| ↘2224 | ↘2206 | ↘2146 | ↘2104 |       |       |       |